# Oxana Ekk
Oxana Ekk (Rusia, 26 de noviembre de 1974) es una atleta rusa retirada especializada en la prueba de 4 x 100 m, en la que ha conseguido ser medallista de bronce europea en 1998.

## Carrera deportiva
En el Campeonato Europeo de Atletismo de 1998 ganó la medalla de bronce en los relevos 4 x 100 metros, con un tiempo de 42.73 segundos, llegando a meta tras Francia y Alemania (plata).